# Bootgrab von Port an Eilean Mhòir
Koordinaten: 56° 45′ 49,5″ N, 6° 1′ 1,6″ W

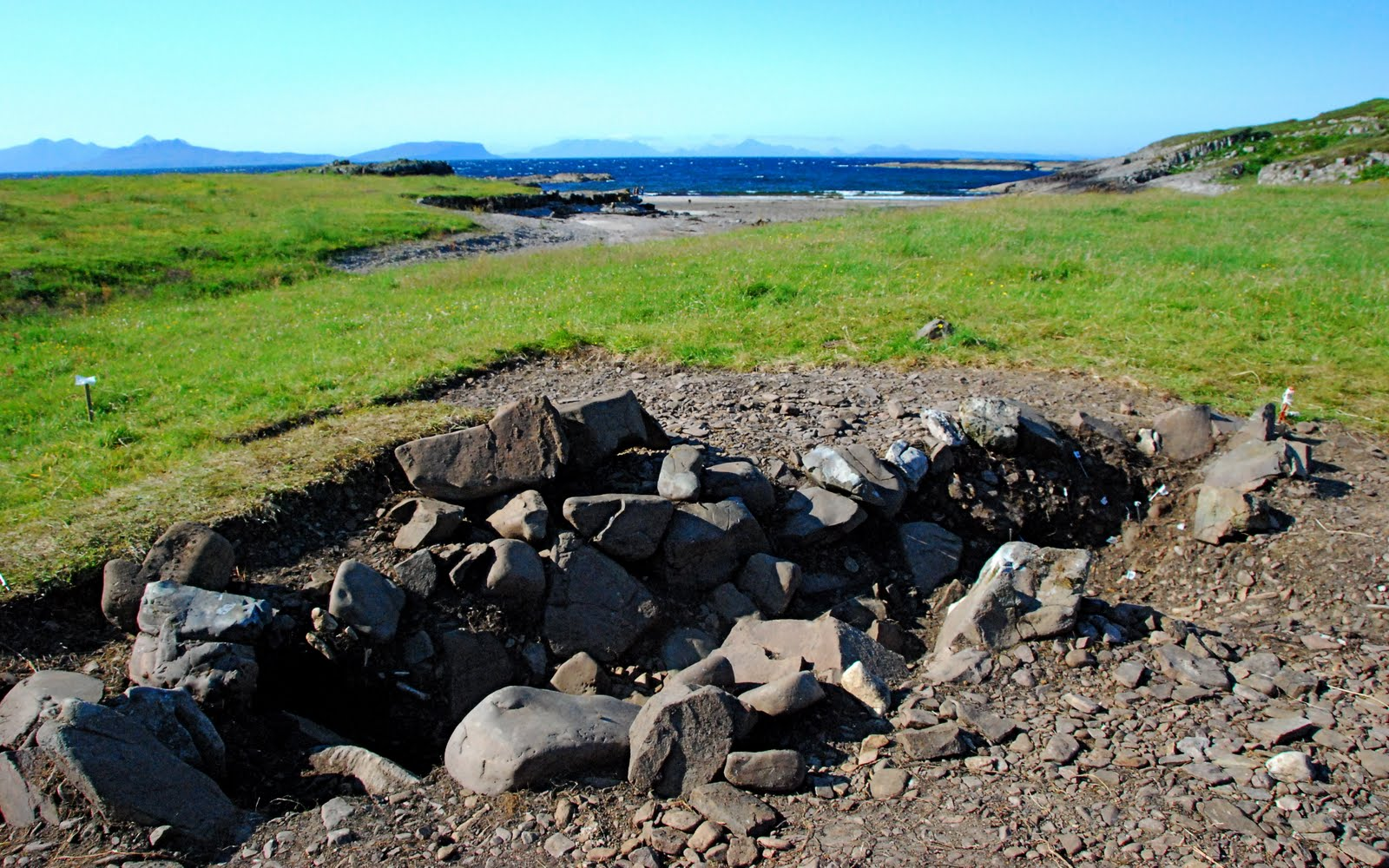
Das Ardnamurchan Bootsgrab

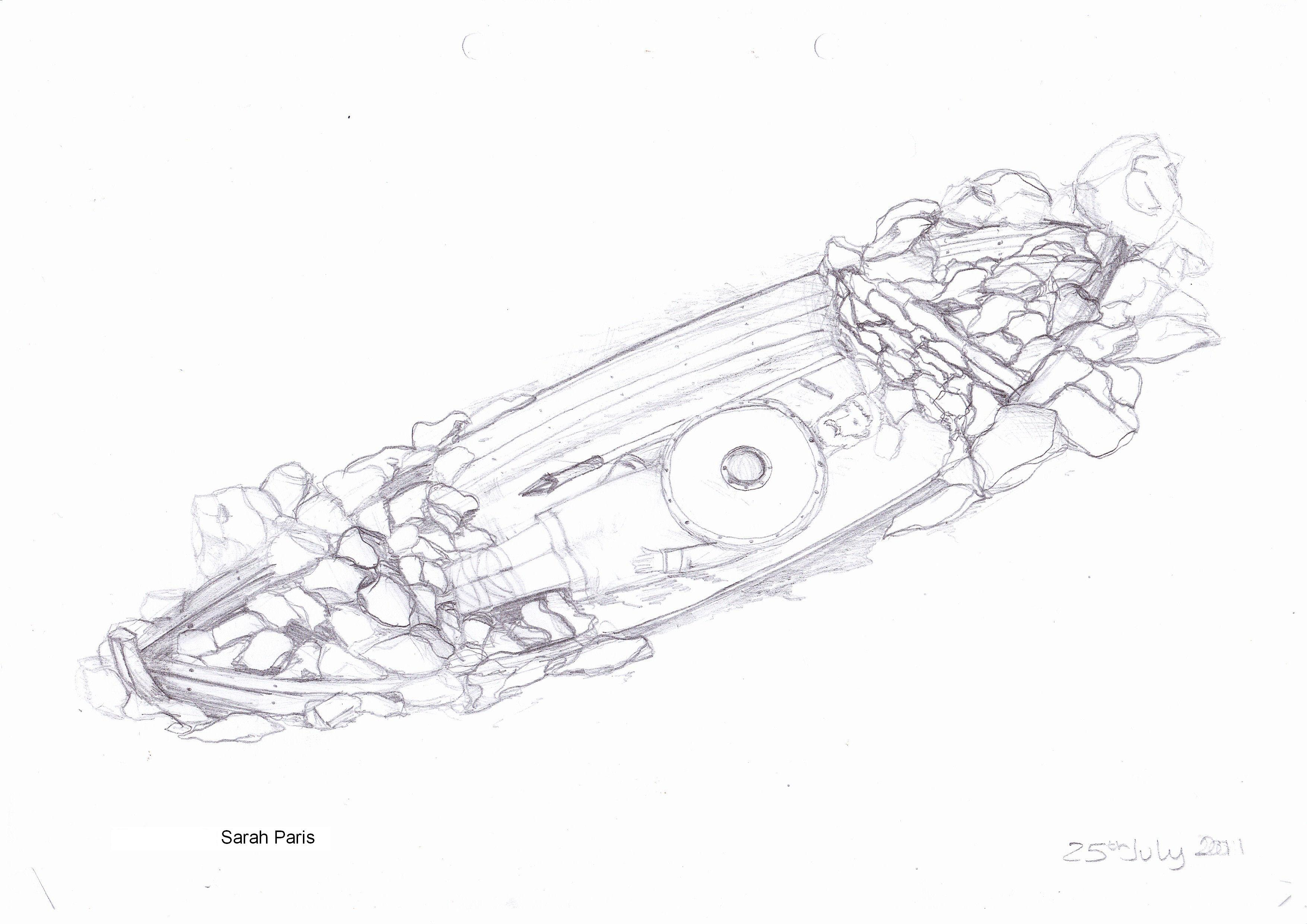
Bootsgrab nach Sarah Paris

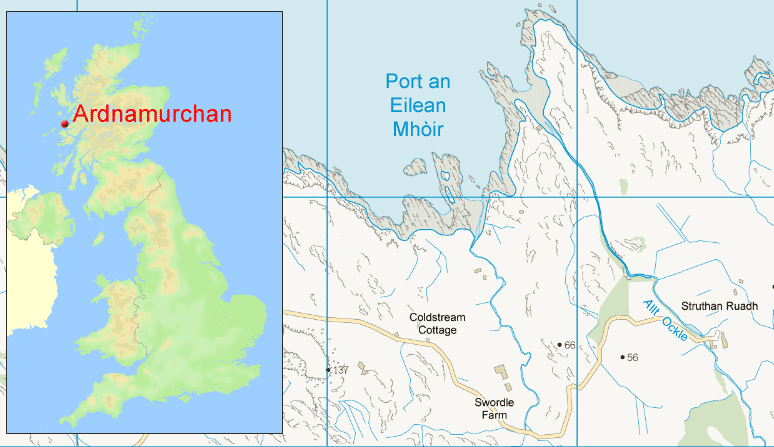
Karte der Fundstelle (Das Grab liegt nördlich der Swordle Farm, unmittelbar südlich der Mündung des Baches in der Kartenmitte)

Das Bootsgrab von Port an Eilean Mhòir ist das erste wikingerzeitliche (800–1050 n. Chr.) Bootsgrab (von rund einem Dutzend) im Vereinigten Königreich, das älter als 1000 Jahre ist. Gefunden wurde es 2011 auf der schottischen Halbinsel Ardnamurchan in den Highlands. Es besteht aus den Resten eines etwa fünf Meter langen und 1,5 m breiten Bootes, in dem ein Mann zusammen mit seinem Schild, Schwert, Speer und diversen Grabbeigaben bestattet wurde und stammt aus dem 10. Jahrhundert.
Das Grab (englisch boat burial) liegt zwischen den Dörfern Kilchoan und Ockle. Es könnte ein Zusammenhang mit einem Fund von 1924 bestehen, bei dem in der Nähe von Cul na Croise mehrere Nägel und Nieten aus der Wikingerzeit gefunden wurden, die als Bestandteil eines Bootsgrabes gedeutet wurden. Der Fundort ist jedoch nicht überliefert.
Ein weiteres Wikingerbootsgrab auf dem schottischen Festland wurde 1935 in Huna, in Caithness gefunden. Neun weitere Bootsgräber liegen auf schottischen Inseln. Sechs auf den Hebriden und drei auf den Orkney (Bootsgrab von Scar) und den Shetland-Inseln. Zwei liegen auf der Isle of Man. 

## Entdeckung und Ausgrabung
Im Rahmen des Ardnamurchan Transitions Project wird seit Jahren die Ardnamurchan-Halbinsel im Westen Schottlands erforscht und untersucht. Dabei wurden eine eisenzeitliche Befestigung und ein jungsteinzeitliches Hügelgrab entdeckt. Ziel des Projektes ist es, die Veränderungen der sozialen Strukturen und auf der Halbinsel im Zeitraum von 4000 v. Chr. bis zum 18. und 19. Jahrhundert mit den Highland Clearances zu untersuchen.
Zunächst waren die Wissenschaftler davon ausgegangen, dass es sich bei der entdeckten Formation um einen unbedeutenden Steinhaufen handelt, der aus Lesesteinen aufgehäuft worden war. Die genauere Betrachtung zeigte im Frühsommer 2011, dass es sich um ein Bootsgrab handelt.

## Beschreibung

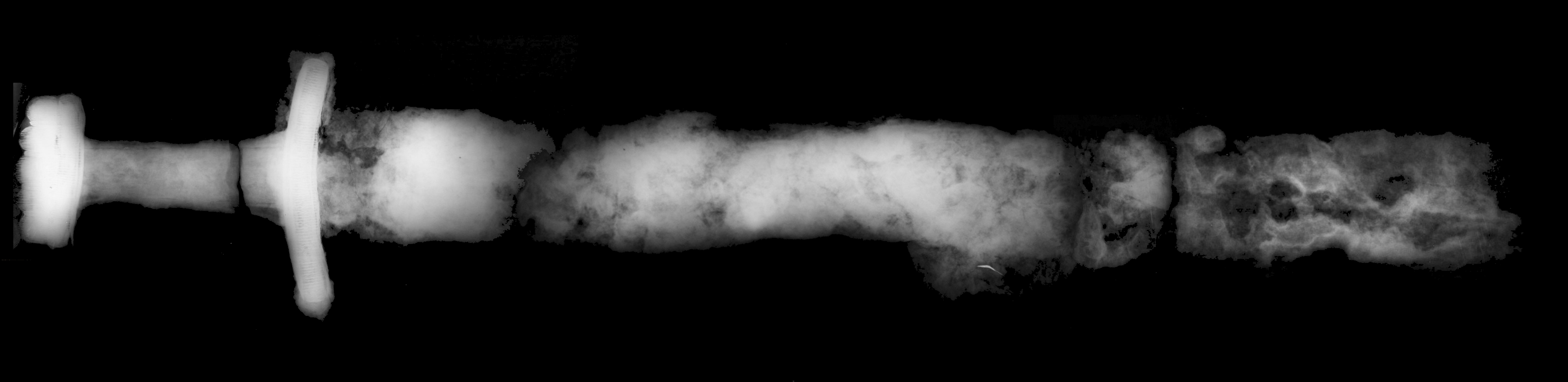
Röntgenaufnahme des Schwertes

Das Boot ist nahezu vollständig verrottet, aber seine Konturen und rund 200 Nieten blieben erhalten. Es war fast vollständig mit Steinen gefüllt, was auf das Begräbnissritual zurückgeht.
Innerhalb des Bootskörpers entdeckten die Archäologen einen Armknochen und Zähne die zu den Überresten eines Mannes gehören. Bestattet wurde er mit einer Vielzahl an Grabbeigaben. Ein Schildbuckel ist der Rest eines Schildes, der auf seine Brust gelegt worden war. Neben ihn waren ein Schwert und ein Speer gebettet (zu den Waffen siehe auch Waffen der Wikinger). Zu den Grabbeigaben zählen auch eine Axt, ein Messer, eine Ringfibel aus Irland, diverse Töpferwaren, ein Wetzstein aus Norwegen und die bronzene Ringfassung eines Trinkhorns. Darüber hinaus wurden zahlreiche andere Eisengegenstände geborgen, die noch nicht identifiziert werden konnten.
Bisher ist unbekannt, woher der Mann kam. Geplant ist aber die Bestimmung der Heimatgegend durch die Analyse radioaktiver Isotope, die man aus seinen Knochen und Zähnen gewinnen möchte. Oliver Harris glaubt, dass der Tote ein Mann mit hohem gesellschaftlichen Status war, der standesgemäß bestattet wurde. Anhand der Holzreste möchte man die Herkunft des verwendeten Holzes und möglichst auch den Bauort bestimmen. Bevor die Funde der Öffentlichkeit präsentiert werden, müssen sie erst gereinigt und restauriert werden.

## Wissenschaftliche Bedeutung
Hannah Cobb betont die Bedeutung des Fundes und äußerte sich wie folgt:

„Ein Bootsgrab eines Wikingers ist schon eine unglaubliche Entdeckung. Aber zusammen mit den Artefakten in diesem Erhaltungszustand ist das einer der bedeutendsten nordischen Funde, die in Großbritannien ausgegraben wurden.“

Zum Standort, in der Nähe jungsteinzeitlicher und bronzezeitlicher Hügelgräber führt Cobb an:

“We don't think the association with the older monuments can be a coincidence — this was a place which was very important to people over an extraordinarily long period of time”

„Wir gehen nicht davon aus, dass die unmittelbare Nähe der anderen Gräber reiner Zufall ist – dies war ein Ort, der für die Menschen in der Gegend über einen sehr langen Zeitraum von großer Bedeutung war.“

 Hinzu kommt, dass in der Umgebung des Grabes keine Wikingersiedlungen bekannt sind.
Andere Bootsgräber, die in Schottland gefunden wurden, sind jünger, oder konnten auch aufgrund unzureichender archäologischer Arbeitsmethoden nicht intakt geborgen werden. Bootsgräber wurden in Schottland bei Carn nan Bharraich und Lochan Kill Mhor auf Oronsay gefunden. Zudem zwei auf Colonsay und eines auf North Uist sowie eines auf Fetlar, eines auf Ling Ness und eines bei Scar, auf Sanday.
Die nächste bedeutende Grabanlage (Loch na h-Airde) befindet sich 45 km weiter nördlich auf Skye, wo man auch eine Wikingersiedlung ausmachen konnte. Unklar ist jedoch, ob diese bereits im 10. Jahrhundert existierte.
Die Fundstellen an der Camus nan Geall liegen auch auf der Halbinsel.